# Том Сајзмор
Томас Едвард Сајзмор мл. (енгл. Thomas Edward Sizemore Jr.; Детроит, 29. новембар 1961 — Бербанк, 3. март 2023), познатији као Том Сајзмор (енгл. Tom Sizemore), био је амерички филмски и телевизијски глумац и продуцент.

## Биографија
Рођен је у Детроиту, 29. новембра 1961. године. Преминуо је 3. марта 2023. године од последица мождане анеуризме.

## Филмографија
| Улоге Тома Сајзмора |                         |               |                           |          |
| Година              | Српски назив            | Изворни назив | Улога                     | Напомена |
| 1989.               | Иза браве               | Lock Up       | Далас                     |          |
| 1989.               | Рођен 4. јула           |               | ветеран #1                |          |
| 1991.               | Тачка прекида           |               | ДЕА агент Дитс            |          |
| 1992.               | Путник 57               |               | Слај Делвекио             |          |
| 1993.               | Права романса           |               | детектив Коди Николсон    |          |
| 1994.               | Рођене убице            |               | детектив Џек Скањети      |          |
| 1995.               | Ђаво у плавој хаљини    |               | Девит Олбрајт             |          |
| 1995.               | Врелина                 |               | Мајкл Черито              |          |
| 1997.               | Реликвија               |               | детектив Винсент Д'Агоста |          |
| 1998.               | Спасавање редова Рајана |               | водник Мајк Хорват        |          |
| 1998.               | Државни непријатељ      |               | Поли Пинтеро              |          |
| 2001.               | Пад црног јастреба      |               | пуковник Дени Макнајт     |          |
| 2001.               | Перл Харбор             |               | наредник Ерл Систерн      |          |
| 2012.               | Покољ на пиџама журци   |               | Том Кингсфорд             |          |